# Портальний кран
Портальний, портовий кран — повноповоротний стріловий кран, поворотна частина якого встановлена на порталі, що пересувається по рейках, прокладеним на землі або естакаді.

## Опис
Розрізняють перевантажувальні (грейферні та гакові) та монтажні (будівельні та суднобудівні та ін.) крани. Вантажопідйомність кранів, що випускалися на території СРСР, становила 80 т, в інших країнах — до 300 т. Вітрове навантаження визначають за ГОСТ 1451-77 та враховують при виборі двигунів (Ветрове навантаження робочого стану крана). У правилах технічної експлуатації перевантажувальних машин морських портів заборонено роботу берегових кранів за швидкості вітру 15 м/с і більше.

## Пристрій

### Портали
Залежно від кількості залізничних колій, що перекриваються, портали бувають одно-, дво- і триколійними. Внутрішній контур порталу повинен відповідати габариту наближення будов за ГОСТ 9238-73. Портали розрізняються:
- За типом приєднання опор до верхнього ригеля:

1. Шарнірний[1].
2. Жорсткий[1].

- За кількістю приєднань опор до верхнього ригеля:

1. Двостійковий[1].
2. Чотирьохстійковий[1].

- За кількістю з'єднань з ходовою частиною:

1. Трипорний[1].
2. чотирипорний[1].

- За способом утворення конструкції:

1. Гратчастий[1].
2. Рамний[1].
3. Рамно-вежевий[1].
4. Рамно-розкісний[1].

На конструкцію порталу впливає тип опорно-поворотного пристрою (скор. ОПУ). Механізми повороту мають звичайну конструкцію з черв'ячним або зубчастим редуктором, конічною або багатодисковою муфтою граничного моменту та відкритою зубчастою або цівковою передачею.

### Механізми
Портальні крани мають механізми підйому, зміни вильоту, повороту та пересування (пересування є настановним рухом, інші — робітниками).

### Ходові пристрої
Механізми пересування складаються з приводних та непривідних візків, об'єднаних системою балансувань. Довжину плечей балансиров вибирають з урахуванням однакового навантаження усім колесах. При діаметрі колеса 560-710 мм (навантаження 250-400 кН) під опорою ставиться 12 коліс і більше. Візки мають протиугінні захоплення.

## Застосування

### Перевантажувальні
Робочим органом перевантажувальних кранів є:
- Грейфер — для сипких вантажів[1].
- Автоматичний захватний пристрій — для масових штучних вантажів[1].

Зазвичай ці крани забезпечують додатковою крюковою обоймою.

### Монтажні
Монтажні крани призначені для робіт із відповідальними штучними вантажами. На монтажних кранах для їхнього ефективного використання передбачають зміну допустимої вантажопідйомності залежно від вильоту.

### Портальні кенгурові крани
Крани із бункером на порталі. Обертання виключено з робочого циклу крана, тим самим підвищується продуктивність. Рух грейфера з трюму до бункера і назад забезпечують лише механізми підйому та зміни вильоту. З грейфера вантаж висипається в бункер і доставляється на склад транспортерами, один або два встановлені на крані. Розміри бункера у плані, з урахуванням розгойдування грейфера на канатах, значні. Для зменшення розгойдування довжина підвісу має бути можливо меншою. При пересуванні крана вздовж судна бункер не повинен виступати у бік берегової рейки за габарит порталу. При розвантаженні вантажу з судна бункер встановлюється горизонтально, а при переміщеннях крана вздовж пірсу вертикально; при цьому бункер не зачіпає надбудов судна.

### Крани з бункером на порталі
Крани з бункером на порталі застосовують для вивантаження сипучих вантажів при стійкому вантажопотоці.